# Penélope Cruzová
Penélope Cruzová, rodným jménem Penélope Cruz Sánchez, (* 28. dubna 1974 Alcobendas, Madrid) je španělská herečka, která se v roce 2006 stala první Španělkou nominovanou na Oscara pro nejlepší herečku v Almodóvarově filmu Volver. Oscara pro nejlepší herečku ve vedlejší roli pak získala roku 2008 za výkon v Allenově romantické komedii Vicky Cristina Barcelona.

## Životopis

### Dětství
Narodila se na madridském předměstí Alcobendas kadeřnici Encarně Sánchez a automechanikovi Eduardu Cruzovi. Své jméno dostala podle písně španělského skladatele Joana Manuela Serrata. Její mladší sestrou je španělská tanečnice a herečka Mónica Cruzová. Poté, co devět let studovala balet, pokračovala v tréninku pod vedením několika prominentních tanečníků. Kromě své rodné španělštiny ovládá ještě italštinu a angličtinu.

### Kariéra
Poprvé se stala populární po účinkování ve videoklipu španělské popové skupiny Mecano. Pak se stala moderátorkou pořadu orientovaného na teenagery, objevila se také ve francouzském erotickém seriálu Série Rose, kde v jedné epizodě hrála slepou prostitutku, v další mladou bohatou ženu, která předstírala, že je mladý bohatý muž.
Jejími prvními filmy byly Šunka, šunka a snímek Belle Époque, který získal Oscara za nejlepší cizojazyčný film. Prvním anglicky mluveným filmem, ve kterém hrála, byl Hi-Lo Country v roce 1998. V témže roce také vystupovala společně s Miroslavem Táborským ve španělském snímku Dívka tvých snů, za který Táborský posléze obdržel Goyovu cenu. V té době již byla ve Španělsku uznávanou hvězdou. Rok předtím byla v hereckém obsazení španělského snímku Otevři oči, v roce 2001 se objevila spolu s Tomem Cruisem v jeho hollywoodském remaku Vanilkové nebe. V roce 1999 hrála v Almódovarově filmu Vše o mé matce, který znamenal průlom v její kariéře. Stejně jako Belle Époque získal tento snímek Oscara za nejlepší cizojazyčný film.

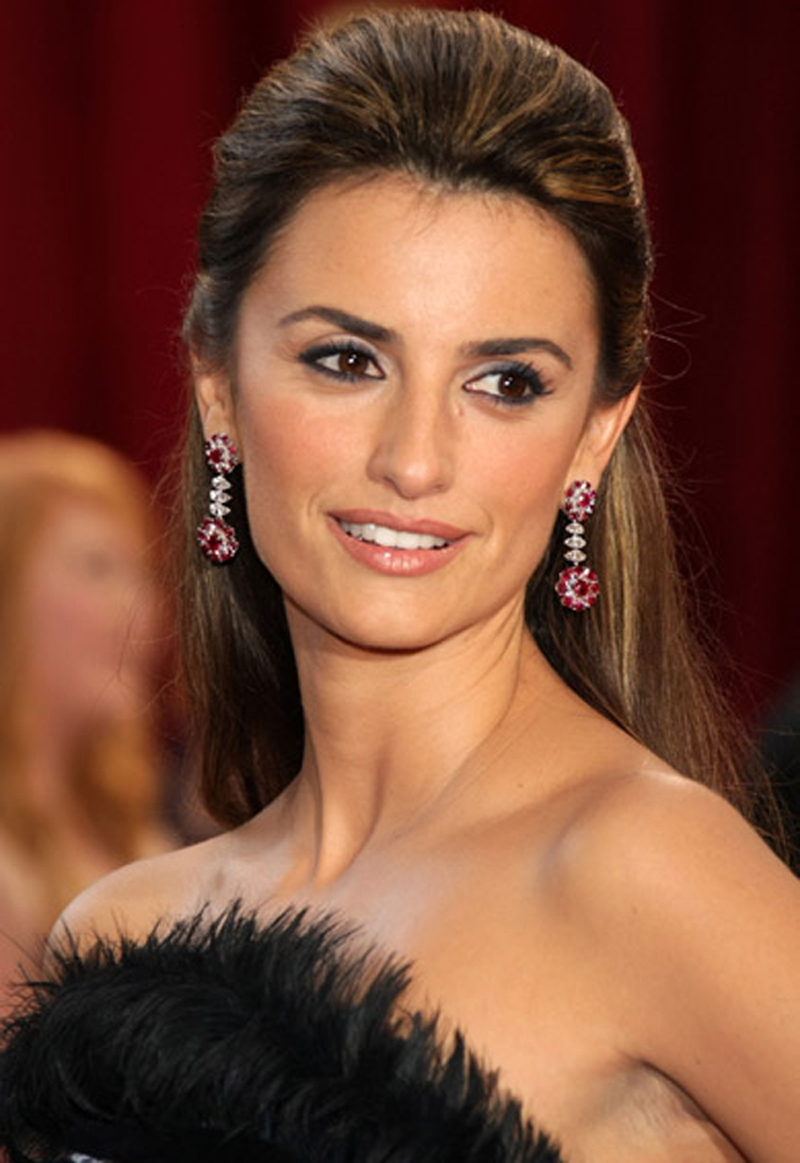
Penélope Cruzová, 2006

V roce 2001 hrála po boku Johnnyho Deppa ve filmu Kokain a Nicolase Cage ve filmu Mandolína kapitána Corelliho. Následovaly filmy Gothika, francouzský remake Fanfán Tulipán, Sahara s Matthew McConaugheyem a Sexy Pistols. V posledně jmenovaném snímku hrála spolu se Salmou Hayekovou, svou nejlepší přítelkyní. Úspěch u kritiky jí přinesl další Almódovarův film Volver v roce 2006, za který získala cenu na Filmovém festivalu v Cannes a byla nominována na několik dalších cen, včetně Oscara. Díky tomu se stala první španělskou herečkou, která kdy byla na tuto cenu nominována.
V roce 2008 ztvárnila roli mentálně nestabilní exmanželky Javiera Bardema ve filmu Woodyho Allena Vicky Cristina Barcelona. Její výkon byl kladně přijat a získala za něj Oscara, Filmovou cenu Britské akademie a několik dalších ocenění.

### Osobní život
Má mladšího bratra Eduarda, který je zpěvákem, a sestru Mónicu, která je jí velmi podobná, čehož bývá využíváno pro některé španělské reklamy. Herečka často věnuje značné finanční částky a také svůj čas charitě. V roce 1997 pracovala dva měsíce jako dobrovolnice v Ugandě.
Po společném filmu Vanilkové nebe v roce 2001 začala chodit s Tomem Cruisem. Po filmu Sahara byla více než rok ve vztahu s hercem Matthew McConaugheyem. V roce 2007 byla vyfotografována se zpěvákem skupiny U2 Bonem. V témže roce 2007, když právě neměla žádného partnera, prohlásila, že chce mít jednou vlastní děti, ale zároveň i nějaké adoptované. Řekla, že má občas pocit, že by její život nebyl kompletní, kdyby žádné dítě neadoptovala.
V srpnu 2008 navázala partnerský vztah se španělským hercem Javierem Bardemem, který s ní do té doby hrál ve dvou filmech (Šunka, šunka a Vicky Cristina Barcelona). V roce 2010 pár uzavřel manželství. V lednu 2011 se jim v Los Angeles narodil syn Leonardo a v červenci 2013 pak v Madridu dcera Luna Encinas.

## Filmografie
| Rok  | Film / seriál                                             | Role                        | Poznámky |
| ---- | --------------------------------------------------------- | --------------------------- | --- |
| 1991 | Série rose                                                | Daphné / Javotte / Juliette | 1 epizoda |
| 1992 | Šunka, šunka                                              | Silvia                      | nominace na cenu Goya v kategorii Nejlepší herečka |
| 1992 | Belle Époque                                              | Luz                         | |
| 1992 | Falešná hra                                               | Lola Del Moreno             | 3 epizody |
| 1993 | El laberinto griego                                       | Elisa                       | |
| 1993 | La ribelle                                                | Enza                        | |
| 1993 | Per amore, solo per amore                                 | Mary                        | |
| 1994 | Alegre ma non troppo                                      | Salomé                      | |
| 1994 | Todo es mentira                                           | Lucía                       | |
| 1995 | Entre rojas                                               | Lucía                       | |
| 1995 | El efecto mariposa                                        | host na party               | nebyla uvedena v titulcích |
| 1996 | Brujas                                                    | Patricia                    | |
| 1996 | La Celestina                                              | Melibea                     | |
| 1996 | Bouřlivá láska                                            | Laura                       | |
| 1996 | El amor perjudica seriamente la salud                     | Diana Balaguer joven        | |
| 1997 | Et hjørne af paradis                                      | Doña Helena                 | |
| 1997 | Na dno vášně                                              | Isabel Plaza Caballero      | |
| 1997 | Otevři oči                                                | Sofía                       | |
| 1998 | Don Juan                                                  | Mathurine                   | |
| 1998 | Dvakrát do stejné řeky                                    | Louise                      | |
| 1998 | Krev andělů                                               | Pilar                       | |
| 1998 | Dívka tvých snů                                           | Macarena Granada            | Goyova cena v kategorii Nejlepší herečka |
| 1998 | Hi-Lo Country                                             | Josepha O'Neil              | |
| 1999 | Vše o mé matce                                            | Hermana Rosa                | |
| 1999 | Volavérunt                                                | Pepita Tudó                 | |
| 2000 | Chilli, sex a samba                                       | Isabella Oliveira           | |
| 2000 | Krása divokých koní                                       | Alejandra                   | |
| 2001 | Kokain                                                    | Mirtha Jung                 | nominace na Zlatou malinu v kategorii Nejhorší herečka |
| 2001 | Mandolína kapitána Corelliho                              | Pelagia                     | nominace na Zlatou malinu v kategorii Nejhorší herečka |
| 2001 | Žádné boží zprávy                                         | Carmen Ramos                | |
| 2001 | Vanilkové nebe                                            | Sofia Serrano               | nominace na Zlatou malinu v kategorii Nejhorší herečka |
| 2002 | Probuzení v Renu                                          | Brenda                      | |
| 2003 | Inkognito                                                 | Pagan Lace                  | |
| 2003 | Fanfán Tulipán                                            | Adeline La Franchise        | |
| 2003 | Gothika                                                   | Chloe Sava                  | |
| 2004 | Nehýbej se                                                | Italia                      | nominace na Goyovu cenu v kategorii Nejlepší herečka |
| 2004 | Hlava v oblacích                                          | Mia                         | nominace na Zlatý glóbus v kategorii Nejlepší herec v dramatu |
| 2004 | Dárek z lásky                                             | Nina Vasquez                | |
| 2005 | Sahara                                                    | Eva Rojas                   | |
| 2005 | Chromofobie                                               | Gloria                      | |
| 2006 | Sexy Pistols                                              | Maria Alvarez               | |
| 2006 | Volver                                                    | Raimunda                    | Goyova cena v kategorii Nejlepší herečka nominace na Oscara v kategorii Nejlepší herečka nominace na cenu BAFTA v kategorii Nejlepší herečka v hlavní roli nominace na Zlatý glóbus v kategorii Nejlepší herečka v dramatu                    |
| 2007 | Hezké sny                                                 | Anna                        | |
| 2007 | Manolete                                                  | Lupe Sino                   | |
| 2008 | Umírající zvíře                                           | Consuela Castillo           | |
| 2008 | Vicky Cristina Barcelona                                  | Maria Elena                 | Oscar v kategorii Nejlepší herečka ve vedlejší roli Cena BAFTA v kategorii Nejlepší herečka ve vedlejší roli Goyova cena v kategorii Nejlepší herečka ve vedlejší roli nominace na Zlatý glóbus v kategorii Nejlepší herečka ve vedlejší roli |
| 2009 | Rozervaná objetí                                          | Lena                        | nominace na cenu Goya v kategorii Nejlepší herečka |
| 2009 | Nine                                                      | Carla                       | nominace na Oscara v kategorii Nejlepší herečka ve vedlejší roli nominace na Zlatý glóbus v kategorii Nejlepší herečka ve vedlejší roli |
| 2009 | G-FORCE                                                   | Juarezová                   | dabing |
| 2010 | Sex ve městě 2                                            | Carmen Garcia Carrion       | |
| 2011 | Piráti z Karibiku: Na vlnách podivna                      | Angelica Teach              | |
| 2012 | Do Říma s láskou                                          | Anna                        | |
| 2012 | Příběh mého syna                                          | Gemma                       | nominace na cenu Goya v kategorii Nejlepší herečka |
| 2013 | Rozkoš v oblacích                                         | Jessica                     | |
| 2013 | Konzultant                                                | Laura                       | |
| 2014 | Škatuláci                                                 | Winnie Portley-Rind (hlas)  | |
| 2015 | Ma Ma                                                     | Magda                       | |
| 2016 | Španělská královna                                        | Macarena Granada            | |
| 2016 | Grimsby                                                   | Rhonda George               | |
| 2016 | Zoolander No. 2                                           | Valentina Valencia          | |
| 2017 | Vražda v Orient expresu                                   | Pilar Estravados            | |
| 2017 | Escobar                                                   | Virginia Vallejo            | |
| 2018 | Všichni to vědí                                           | Victoria                    | |
| 2018 | The Assassination of Gianni Versace: American Crime Story | Donatella Versace           | 10 dílů |
| 2019 | Bolest a sláva                                            | Jacinta                     | |
| 2019 | Kubánská spojka                                           | Olga Gonzalez               | |
| 2021 | Paralelní matky                                           | Janis Martínez              | |
| 2021 | Film roku                                                 | Lola Cuevas                 | |
| 2022 | The 355                                                   | Graciela Rivera             | |
| 2022 | On the Fringe                                             | bude oznámeno               | také producentka |